# Dendropsophus parviceps
Espèce
Synonymes
- Hyla parviceps Boulenger, 1882

Statut de conservation UICN

 LC  : Préoccupation mineure
Dendropsophus parviceps est une espèce d'amphibiens de la famille des Hylidae.

## Répartition
Cette espèce se rencontre jusqu'à 1 300 m d'Altitude dans le bassin de l'Amazone, en Équateur, au Pérou, en Colombie, au Venezuela, au Brésil et en Bolivie,.

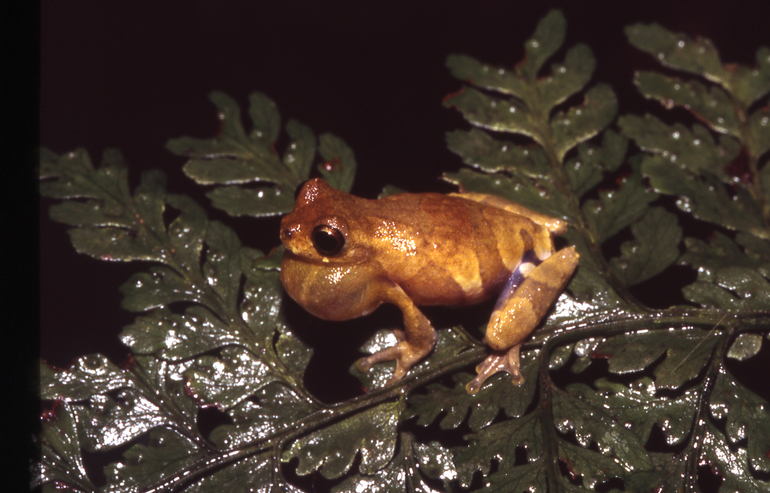
Dendropsophus parviceps

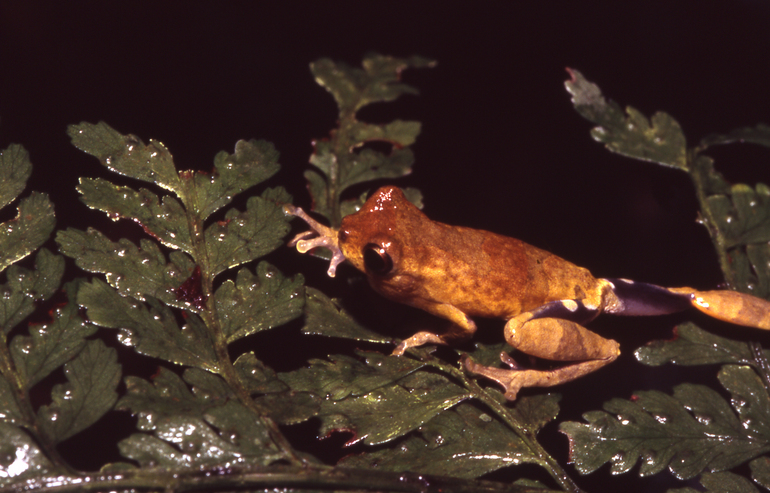
Dendropsophus parviceps

## Publication originale
- Boulenger, 1882 : Catalogue of the Batrachia Salientia s. Ecaudata in the collection of the British Museum, ed. 2, p. 1-503 (texte intégral).